# Варненци
Варненци (болг. Варненци) — село в Болгарии. Находится в Силистренской области, входит в общину Тутракан. Население составляет 341 человек.

## Политическая ситуация
В местном кметстве Варненци, в состав которого входит Варненци, должность кмета (старосты) исполняет Георги Василев Димитров (коалиция в составе 2 партий: Болгарский земледельческий народный союз (БЗНС), национальное движение «Симеон Второй» (НДСВ)) по результатам выборов.
Кмет (мэр) общины Тутракан — Георги Димитров Георгиев (Болгарская социалистическая партия (БСП)) по результатам выборов.